# Партизанский (Оренбургская область)
Партиза́нский — посёлок в Бузулукском районе Оренбургской области России. Входит в состав Колтубановского поссовета.

## География
Находится в Бузулукском бору на левом берегу реки Боровка.
Удалённость от районного центра — 35 км, областного центра — 300 км, ближайшей ж/д станции — 10 км.

## История
По имеющимся сведениям, название связано с Пугачёвским восстанием 1773—1775 годов, после подавления которого, многие жители разрушенного Бузулука, опасаясь наказания за поддержку бунтовщиков, ушли с разбитыми пугачёвцами в Бузулукский бор, где основали хутора-поселения и тайно жили, опасаясь преследований правительственными войсками.
До и в период Великой Отечественной войны 1941—1945 гг. в Партизанском располагалась колония для политических заключённых, которые занимались заготовкой леса, варкой дёгтя и скипидара.
До 2014 года входил в состав муниципального образования сельского поселения Боровой сельсовет. После его упразднения — в Колтубановском поссовете

## Население
| 2003 | 2010 |
| ---- | ---- |
| 147  | ↗156 |

## Учреждения социальной сферы
- Имеется фельдшерско-акушерский пункт.
- Сельский клуб.
- УФПС Оренбургской области филиал ФГУП «Почта России».
- МУ СОН «Реабилитационный центр для детей и подростков с ограниченными возможностями» в Бузулукском районе.

## Транспорт
Автобусное сообщение с райцентром. Остановка общественного транспорта «Партизанский».